# Rovaniemi
Rovaniemi (in sami settentrionale Roavenjarga) è il capoluogo della provincia della Lapponia. Ha una popolazione di 64535 abitanti.

## Geografia
È situata latitudinalmente 6-7 km a sud della linea del circolo polare artico, tra le colline di Ounasvaara e Korkalovaara, alla confluenza del fiume Kemijoki e del suo affluente Ounasjoki. Il porto più vicino, a Kemi, è a 115 km.
Il nome "Rovaniemi" è stato spesso ritenuto di origine lappone, in quanto roavve in Sami indica una collina boscosa. In finnico rova significa invece "cumulo di pietre" o "roccia".

## Storia
Probabilmente ci sono stati insediamenti umani stabili nell'area di Rovaniemi sin dall'età della pietra. Il disboscamento di terreni per utilizzi agricoli iniziò intorno al 750-530 a.C. Reperti rinvenuti nell'area fanno ipotizzare che un crescente numero di persone provenienti da est, dalla Carelia, da sud, da Hämeth e dalle coste dell'Oceano Artico, a nord, si stabilirono a Rovaniemi a partire dal 500 d.C.
Le risorse naturali della Lapponia nel XIX secolo spinsero la crescita di Rovaniemi. La febbre dell'oro, e l'estensivo sfruttamento del legname attrassero migliaia di persone in Lapponia, e Rovaniemi divenne il centro economico della provincia lappone.
Nel 1839 fu terminata una rete stradale che univa Rovaniemi a Kemi. Nel 1909 fu costruita anche una stazione ferroviaria. La prima biblioteca fu costruita nel 1860 e la prima libreria nel 1895. La prima scuola è stata fondata nel 1870 mentre la prima scuola media (Scuola centrale di Rovaniemi, ora Lyseonpuisto School) nel 1908.
Nella guerra lappone, durante la seconda guerra mondiale, circa il 90% degli edifici cittadini fu distrutto dalle truppe tedesche. La ricostruzione di Rovaniemi iniziò nel 1946. Molti edifici pubblici e privati della città furono progettati dall'architetto finlandese Alvar Aalto, come ad esempio il Centro Amministrativo e Culturale, che comprende il municipio, il teatro cittadino e la biblioteca provinciale. Tra i maggiori contribuenti si ricordano l'UNRRA (amministrazione delle Nazioni Unite per l'assistenza e la riabilitazione), gli Stati Uniti e la Svezia.

## Economia
Grazie all'ambiente naturale incontaminato che la circonda e alle numerose infrastrutture ricreative, il turismo è un importante settore economico a Rovaniemi. La città conta numerosi alberghi, situati sia in centro sia nelle zone periferiche. La maggioranza dei suoi abitanti è impiegata nel settore dei servizi.
Dato che Rovaniemi è la capitale della provincia della Lapponia, molte istituzioni governative hanno sede nella città. Si calcola che dei 35 000 abitanti circa 10 000 siano studenti, infatti a Rovaniemi si trovano l'Università della Lapponia e il Politecnico di Rovaniemi.
Rovaniemi è il punto più a nord della ferrovia elettrificata del gruppo VR, con treni passeggeri diurni e notturni che partono dalla stazione di Rovaniemi verso Oulu, Tampere, Helsinki e Turku. Verso il nord-est della regione della Lapponia partono treni a motore Diesel che la collegano con Kemijärvi.

## Monumenti e luoghi d'interesse
Fra i punti d'interesse di Rovaniemi ci sono: il ponte Jätkänkynttilä con la fiamma eterna sopra il fiume Kemijoki, gli edifici progettati da Alvar Aalto e l'Arktikum, il museo dell'artico. Quest'ultimo è un museo particolarmente completo della regione dell'artico finlandese.

### Villaggio di Babbo Natale
A 8 km dal centro, in corrispondenza del Circolo Polare, si trova il famoso Villaggio di Babbo Natale: Il parco tematico è considerato come la residenza ufficiale di Babbo Natale: è infatti possibile incontrarlo personalmente e visitare il suo studio o l'ufficio postale dove ogni anno arrivano le lettere dai bambini di tutto il mondo.

### Santa Park
Il Santa Park è un altro parco di divertimenti che rappresenta la caverna di Babbo Natale, con laboratorio degli elfi, mostra di sculture di ghiaccio, ufficio postale e altre attrazioni.

### Le aurore boreali
Un fenomeno che attrae numerosi turisti è quello delle aurore boreali o luci del nord. In Lapponia il numero di aurore boreali visibili in un anno può arrivare a 200, mentre nel resto della Finlandia tale numero difficilmente arriva a 20.

## Geografia fisica

### Clima
- temperatura media: + 0,2 °C
- precipitazioni annue: 535 mm
- mediamente il terreno è coperto di neve per 183 giorni all'anno
- temperatura minima registrata: - 47,5 °C
- temperatura massima registrata: + 32,1 °C
- il sole di mezzanotte (tra l'una e le due di notte con l'ora legale) può essere visto dal 6 giugno al 7 luglio purché lo spettatore si rechi su alture sufficientemente elevate, ovvero le zone collinari oltre i 250 m s.l.m. con spazi aperti che garantiscano ampia e delineata visuale sull'orizzonte, che si trovano qua e là per tutta l'estensione cittadina.
- durante il Solstizio d'inverno, il Sole sorge alle 11:07 e descrivendo una parabola apparente quasi invisibile da qualsiasi punto si provi ad osservarla, con un culmine meridiano inferiore ad un decimo di grado di elevazione sull'orizzonte, tramonta alle 13:22.

## Popolazione
(dati 2016)
- femmine: 31.124
- maschi: 29.583
- totale: 60.707

### Impiego
(dati 2017)
- settore primario: 1,6 %
- industria: 14,9 %
- servizi: 81,2 %
- sconosciuto: 2,3 %

## Sport

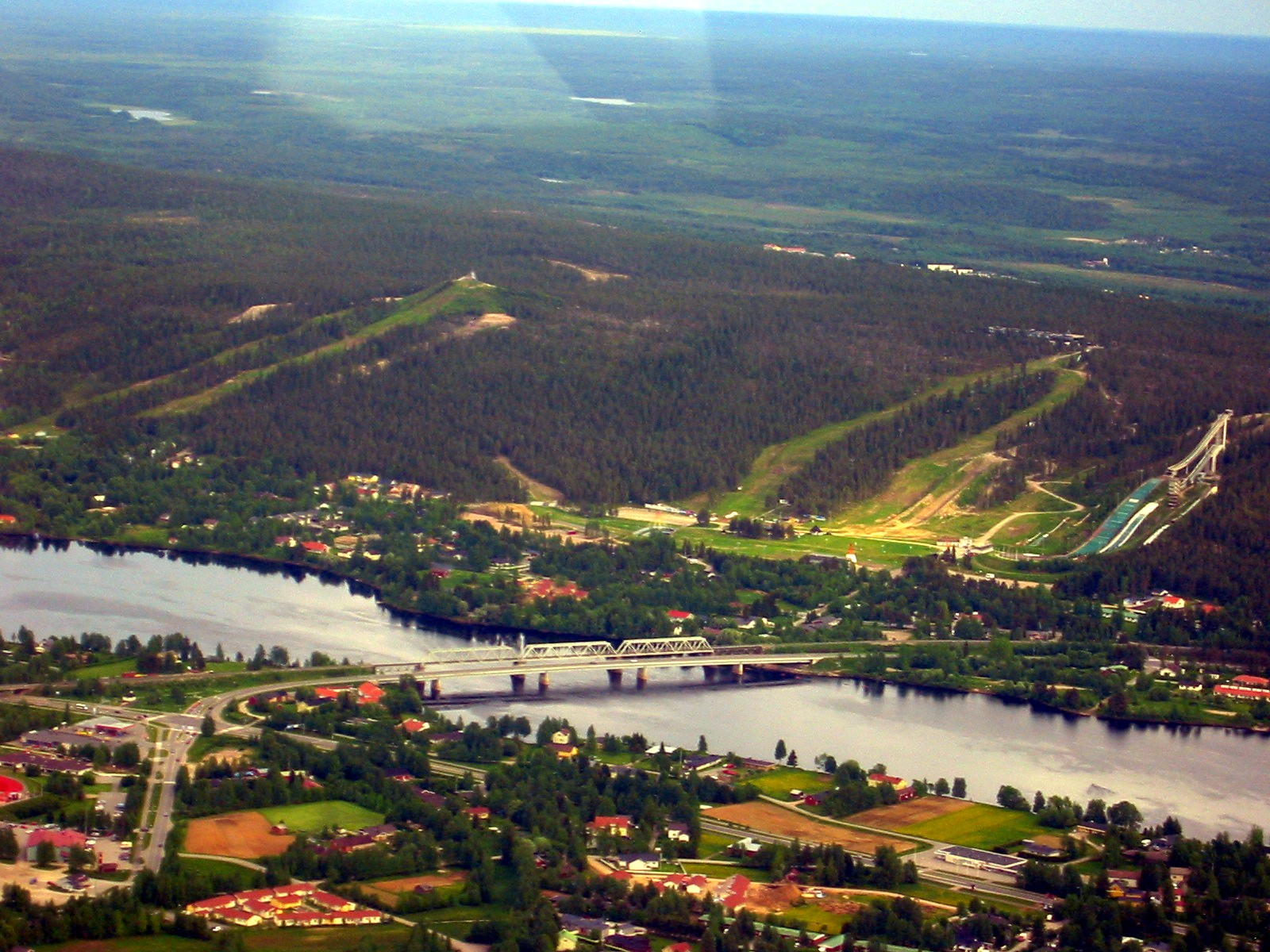
Un'immagine aerea estiva dell'Ounasvaara con gli anelli per il fondo (al centro e a sinistra) e il trampolino (a destra)

Stazione sciistica specializzata nello sci nordico, la città è attrezzata con il trampolino Ounasvaara, che sorge sull'omonimo colle, e varie piste per la pratica dello sci di fondo. La squadra di calcio cittadina è il Rovaniemen Palloseura dai colori sociali blu-bianco.